# Look At Me!
Look At Me! – singiel amerykańskiego rapera XXXTentacion.
Piosenka miała premierę 30 grudnia 2015 roku na koncie SoundCloud Rojasa, współproducenta piosenki, zanim została wydana do cyfrowego pobrania jako singiel 29 stycznia 2016 roku, stając się hitem w styczniu 2017 roku. W tym roku singiel został później ponownie wydany do cyfrowego pobrania ze zremasterowaną i czystą wersją singla 20 lutego 2017 r. przez Empire Distribution. Piosenka to główny singiel z jego debiutanckiego komercyjnego mixtape Revenge.
Piosenka osiągnęła najwyższy poziom 34 miejsca na US Billboard Hot 100. Obecnie ma 190 milionów odtworzeń od momentu dodania na SoundCloud, a także ponad 470 milionów wyświetleń na YouTube i osiągnęła już 1,8 miliarda odsłuchań w Spotify do 2022 roku. „Look at Me” otrzymało platynę przyznaną przez Amerykańskie Stowarzyszenie Przemysłu Nagraniowego (RIAA) 14 sierpnia 2017 r., z ponad milionem jednostek równoważnych.
Piosenka została uznana za jedną ze 100 piosenek, które zdefiniowały dekadę 2010 roku przez Billboard.

## Produkcja
Utwór został wyprodukowany przez Rojasa i Jimmy’ego Duvala.

## Historia
W zweryfikowanych adnotacjach dodanych wraz z tekstem utworu na Genius, Rojas, współproducent utworu, opowiedział o tym, jak powstała piosenka. Podczas wspólnej "zabawy" beatami, X miał powiedzieć „Rojas, to jest to!” usłyszawszy ostatni i w 15 minut wymyślić cały utwór, który nagrali w studio Jimmy’ego Duvala. 
Piosenka została pierwotnie wymieniona jako feat Rojasa, który jest również DJ-em, zanim zmieniono współautorstwo po pierwszym wydaniu iTunes.

## Kompozycja
Utwór, który ma tempo 139 BPM (uderzeń na minutę), mocno sampluje „Changes” brytyjskiego dubstepowego DJ-a i producenta muzycznego Mali. „Look at Me” zawiera niezwykle ciężki i zniekształcony bas, tworzący agresywny nastrój w całym utworze. Podczas gdy niektórzy krytykowali ciężkie przesterowanie jako przypadek złego miksowania, Rojas, producent, powiedział, że słabe miksowanie i przesterowanie w utworze było celowe, aby odróżnić piosenkę od innych popularnych piosenek hip hopowych w tym czasie.

## Wyniki wykresów
„Look at Me” zadebiutował na 94. miejscu na US Billboard Hot 100 na liście przebojów z dnia 25 lutego 2017 r., osiągając 34. miejsce na listach przebojów. później spędził 38 tygofni z rzędu na liście. Jest to pierwszy singiel XXXTENTACION, który później znalazł się na liście Billboard Year-End Hot 100 z 2017 roku pod numerem 99. „Look at Me” otrzymał certyfikat podwójnej platyny przyznany przez Amerykańskie Stowarzyszenie Przemysłu Nagraniowego (RIAA). Do 31 lipca 2019 sprzedano ponad dwa miliony egzemplarzy.

## Teledysk
Oficjalny teledysk do utworu „Look at Me” ukazał się na kanale YouTube artysty 12 września 2017 r. W teledysku znalazły się zarówno „Look at Me”, jak i „Riot” autorstwa XXXTENTACION.

## Kontrowersje
Piosenka po raz pierwszy zwróciła uwagę i wzbudziła kontrowersje na początku 2017 roku, kiedy kanadyjski raper Drake użył podobnego rapu z „Look at Me” w niewydanej piosence. Wywołało to wiralowy wzrost popularności piosenki, a także samego Onfroya, gdy był wtedy uwięziony. Drake wydał piosenkę „KMT” z udziałem angielskiego rapera Giggsa na swoim komercyjnym mixtape’ie More Life, który był reklamowany jako „playlista”.
Piosenka wzbudziła dalsze kontrowersje we wrześniu 2017 r., kiedy ukazał się teledysk przedstawiający powieszenie białego dziecka na scenie, oprócz innych różnych przedstawień morderstwa i śmierci. Chociaż ostro krytykowany przez konserwatywne serwisy informacyjne, Onfroy wyjaśnił za pośrednictwem Instagrama, że wideo miało być traktowane poważnie jako forma sztuki i że była to forma wartości szokowej. Wkrótce potem Onfroy twierdził na wideo na Instagramie, że członek Ku Klux Klanu groził mu za obrazy w piosence.